# Venzo Vannini
Venzo Vannini, né le 17 octobre 1914, à Bologne, en Italie et mort en 1998, à Bologne, en Italie, est un ancien joueur et entraîneur italien de basket-ball. Il évolue au poste d'arrière.

## Palmarès
- Finaliste du championnat d'Europe 1946
- Champion d'Italie 1946, 1947, 1948, 1949